# Arawak (folk)
Arawak er en indiansk folkegruppe som lever i det nordlige Sydamerika, primært langs Orinoco-floden i det østlige Colombia og i Venezuela, men også længere mod øst i Surinam, Guyana og Fransk Guyana.
Arawakerne spredt sig ud på de caribiske øer omkring år 300  og bosatte sig på alle øerne lige nord for Bahamas øerne.
Mens de oprindelige Arawak stammer på De Små Antiller blev erstattet af Cariberne, der fulgte de oprindelige Arawak stammers spor, var det de oprindelige Arawak stammer, der mødte spanierne i De Store Antiller i det nordvestlige Caribien i 1492. Mens de oprindelige Arawak stammer er forblevet en levedygtig gruppe mennesker på fastlandet i syd, er alle de oprindelige Arawak stammer i Caribien blevet udryddet i løbet af 1500-tallet af spanierne. Dog bor der stadig en lille rest af Cariberne på øen Dominica. De taler et sprog, som er en blanding af caribisk og Arawak, hvilket viser, at arawakerne havde en kulturel indflydelse på cariberne.
Arawarkerne var et fredeligt folk, der etablerede sig i velordnede, små samfund. De udviklede sig til høje ”smukke” mennesker, der blev meget gamle. De sejlede i lange kanoer, som de fremstillede ved at udhule træstammer. De dyrkede søde kartofler, (yams), majs, jordnødder, bønner, ris og tobak, men deres hovedernæring var rodfrugten Kassava, som blev brugt til både saft og brød. Roden var så vigtig, at de tilbad guden Jocahuma, som var kassavaens fader. Ifølge deres religion ville de efter dette paradis ryge direkte over i et nyt, Coaba, hvor der var fest og glæde fra morgen til aften.
Arawakerne bestod af mange stammer og Jomfruøerne var beboet af den stamme der hed Taino. Det var dygtige pottemagere og træskærer, de pyntede deres ting med farver, og de gik med smykker og makeup – ofte over hele kroppen, for tøj bar de ikke. Deres huse var høje, med lervægge og et stort konisk stråtag der blev flettet omkring en høj mast i midten af huset. På St. Croix har man fundet et kulturcenter med en overdådigt udsmykket boldbane. Tainoerne kaldte St. Croix for Ay Ay.
Kano er et ord, der stammer fra arawak-indianernes sprog.